# Inname van Ootmarsum

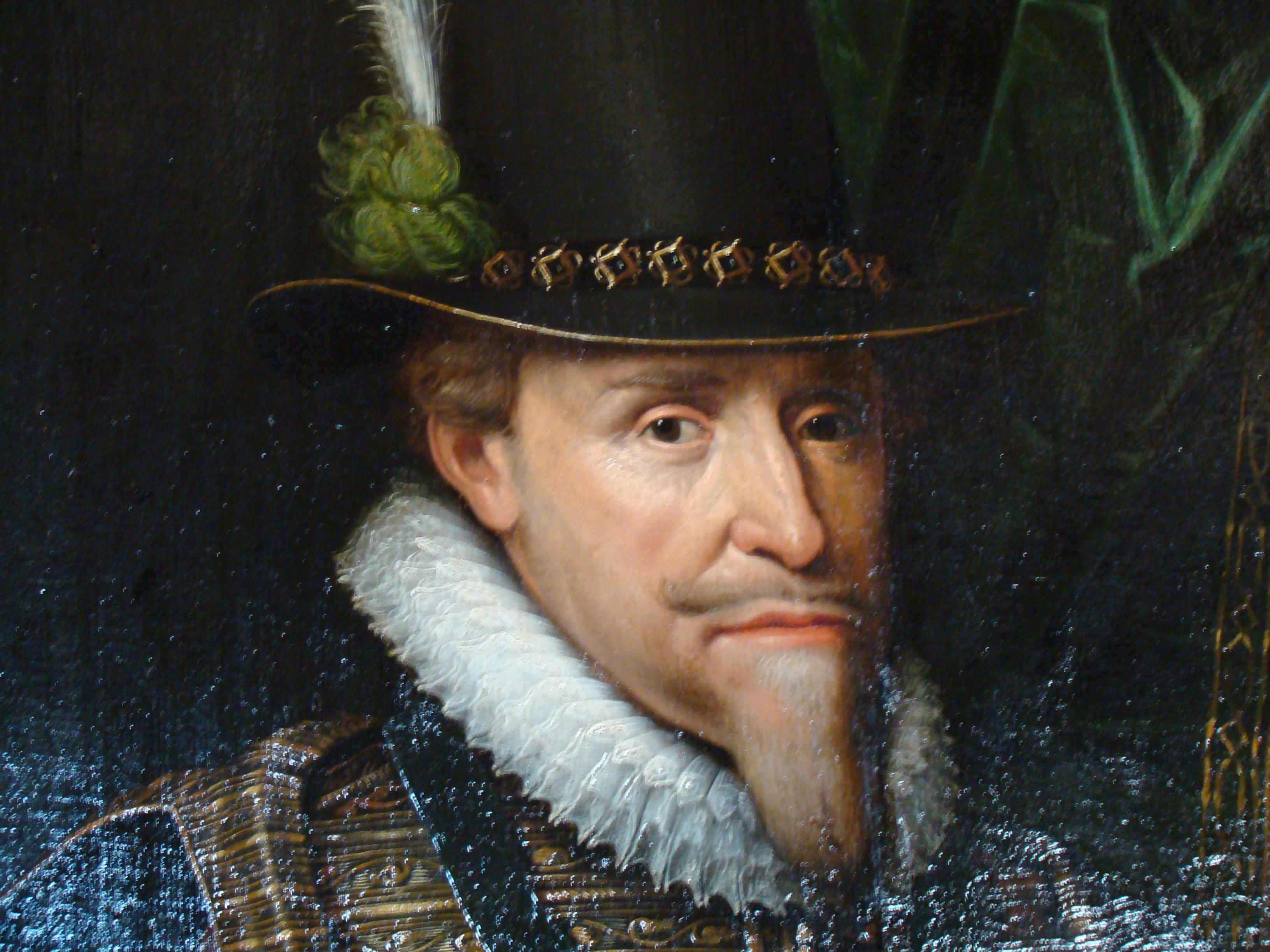
Portret van Maurits in het Paleis op de Dam te Amsterdam.

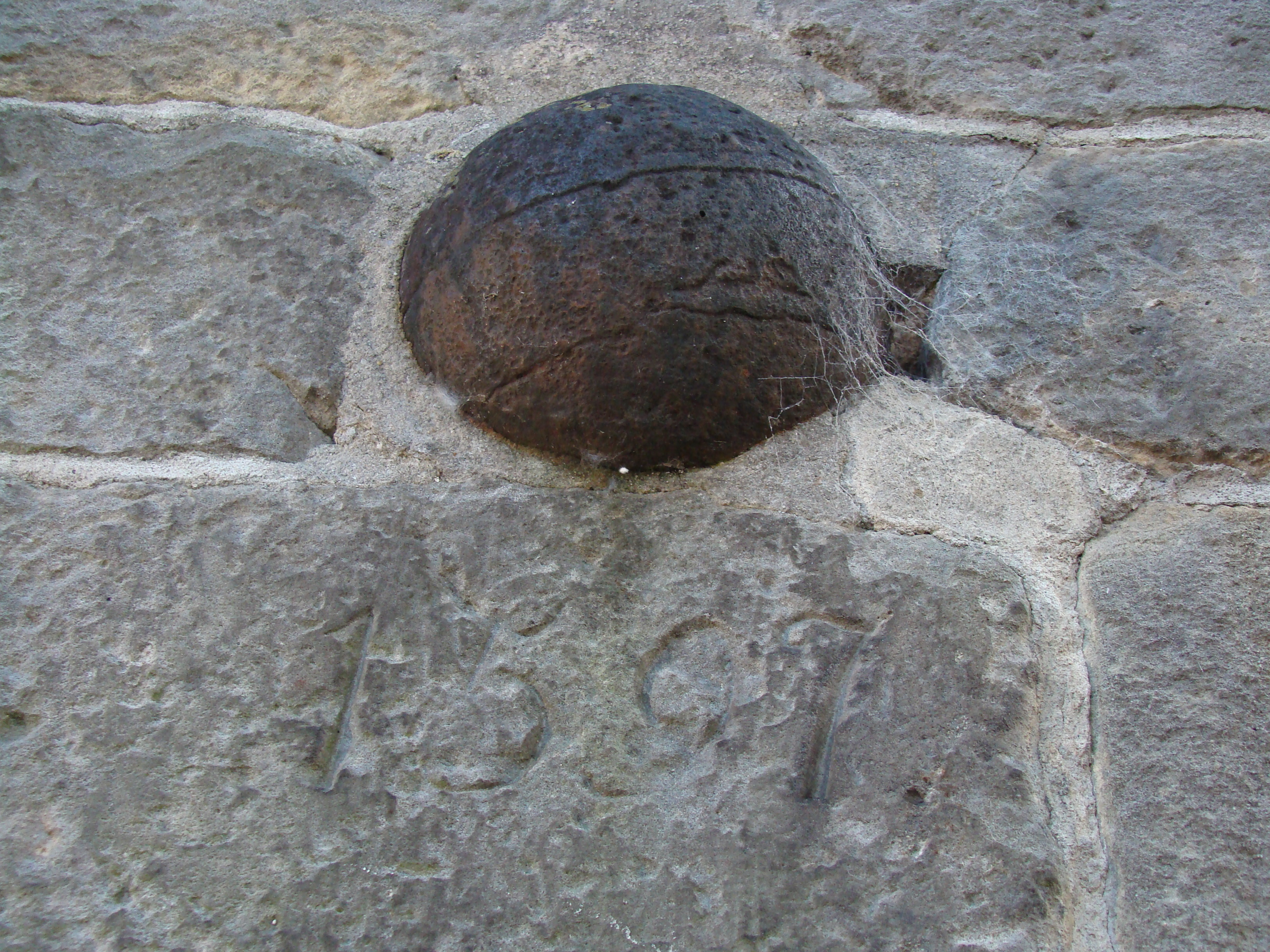
Een kanonskogel voorzien van het jaartal 1597 herinnert aan deze gebeurtenis.

De Inname van Ootmarsum in 1597 was een belegering van de stad Ootmarsum, door het Staatse leger onder leiding van graaf Van Duivenvoorde, ten tijde van de Tachtigjarige Oorlog. Het beleg duurde van 19 tot en met 21 oktober, waarna Ootmarsum werd ingenomen door de belegeraars. Het beleg was onderdeel van Maurits' veldtocht van 1597, Maurits' succesvolle offensief tegen de Spaanse Nederlanden.

## 19 oktober, de opmars
Nog tijdens de eedaflegging en uittocht van de Spaanse troepen in Enschede, vertrok Maurits graaf van Nassau met het leger naar Oldenzaal maar zond de compagnies van Van Duivenvoorde en Solms naar Ootmarsum om de stad te onderwerpen aan Maurits' gezag. Net als bij de inname van Enschede (1597) werd ook in Ootmarsum een trompettist naar de stadspoort gezonden om de overgave te eisen. Verder zouden de Spaanse troepen en de Spaansgezinde burgers de stad moeten verlaten met medeneming van vaandels, wapens en proviand en zouden zij de komende drie maanden niet ten noorden van de Maas mogen vechten. Daar voegde hij dreigend aan toe dat Maurits' legers de stad met de grond gelijk zouden maken zoals het Bredevoort en Groenlo was vergaan, als zij de belegeraars zouden dwingen ook maar één schot te moeten lossen met hun kanonnen.
Vanaf dat moment liepen alle soldaten en de burgers met hun kinderen de stadswal op en vertelden zij dat ze wegens de eer van de stad niet konden capituleren en zij wensten de graaf daarop een goedenavond en baden dat Maurits dit antwoord ter harte kon nemen.
Hierop begonnen zij onophoudelijk vanaf de wallen met musketten en geschut te schieten, waarbij enkele gewonden vielen in het Engelse kwartier. Het schieten vanuit de stad ging de hele avond en nacht onophoudelijk door.

## 20 oktober, beleg
Maurits zond daarop 4 kanonnen naar Ootmarsum, om de stad te kunnen beschieten. De kanonnen hadden de dag ervoor de stellingen niet kunnen bereiken, doordat één kanon was omgevallen. Bij aankomst van het nieuwe geschut werden wederom eisen tot overgave gesteld, waarop Otto van den Sande vanaf de wal antwoordde dat koning Filips II van Spanje en graaf Frederik hem hadden opgedragen dat zij in geval van beleg onophoudelijk moesten schieten op de belegeraars en stand moesten houden. Het was hem niet toegestaan de stad over te dragen aan Maurits. Slechts iemand hoger in rang zou dat kunnen.
Op de vooravond maakten de Friezen een aanvang om approches aan te leggen en brachten in die tijd twee stuks geschut in stelling. De Engelsen, Schotten en de troepen van Brederode deden dat aan de noordwestelijke kant, waarbij zij één batterij en twee stukken in stelling brachten. Toen men dat in Ootmarsum zag, werd de onophoudelijke beschieting op de stellingen hervat. Daarbij vielen enkele doden en gewonden, maar de exacte aantallen zijn niet bekend.

## 21 oktober, overgave
De Staatsen die wellicht toch onder de indruk waren van het onverwachte verzet in Ootmarsum losten de gebruikelijke drie sommeringsschoten op Ootmarsum. Vervolgens werden de schriftelijke voorwaarden van Maurits overhandigd. Ditmaal werd onmiddellijk gecapituleerd en de compagnie van hopman Vermeerten, bestaande uit 120 man, kreeg de vrije aftocht en trok daarop de stad uit met medeneming van 2 falconetten, 2 ijzeren stukken, 800 pond buskruit, 2000 lonten, 4 ton meel en proviand. Ze werden begeleid in de richting van de Rijn. De vestingwerken en buitengracht van Ootmarsum werden net als die te Enschede ontmanteld. In de tussentijd was Maurits met het hoofdleger drukdoende met het Beleg van Oldenzaal (1597).